# Pseudosmittia yakytaira
Pseudosmittia yakytaira är en tvåvingeart som beskrevs av Sasa och Suzuki 2000. Pseudosmittia yakytaira ingår i släktet Pseudosmittia och familjen fjädermyggor. Inga underarter finns listade i Catalogue of Life.